# Саша Драгин
Саша Драгин (Сомбор, 10. јун 1972) је српски политичар. Био је министар заштите животне средине у Влади Републике Србије и министар пољопривреде, шумарства и водопривреде у Влади Мирка Цветковића.

## Биографија
Завршио је Пољопривредни факултет у Новом Саду, где је магистрирао и докторирао.
Током приправничког стажа од 1999. године обављао је послове сарадника у научном раду на Пољопривредном факултету у Новом Саду. Од 2001. ради као редовни професор на Пољопривредном факултету у Новом Саду, и гостујући је професор на факултетима у Републици Словачкој и Грчкој. Од 2004. до 2007. године обављао је послове заменика секретара за пољопривреду, водопривреду и шумарство АП Војводине.
Од 15. маја 2007. године до јула 2008. године обављао је функцију министра заштите животне средине у Влади Републике Србије. 2009. године је био Председник Комисије за заштиту реке Дунав.
Дана 24. новембра 2012. године, ухапшен је под сумњом да је учествовао у малверзацијама са продајом регресираног минералног ђубрива. 2025. године је првостепено ослобођен. Против њега је 29. октобра 2013. поднета нова кривична пријава због сумње да је омогућио увоз 3000 тона радиоактивног ђубрива 2009. године. 2020. године је правоснажно ослобођен оптужбе.
Одлично говори енглески, служи се немачким језиком.